# Giorgio Vismara
Pour les articles homonymes, voir Vismara.
Giorgio Vismara, né le 11 janvier 1965 à Milan, est un judoka italien.
Il est le mari de la judokate Jenny Gal.

## Palmarès
| Année | Compétition              | Lieu      | Résultat | Catégorie      |
| ----- | ------------------------ | --------- | -------- | -------------- |
| 1986  | Goodwill Games           | Moscou    | 3e       | Moins de 78 kg |
| 1987  | Jeux méditerranéens      | Lattaquié | 3e       | Moins de 78 kg |
| 1989  | Championnats d'Europe    | Helsinki  | 3e       | Moins de 86 kg |
| 1991  | Championnats d'Europe    | Prague    | 2e       | Moins de 86 kg |
| 1991  | Championnats du monde    | Barcelone | 3e       | Moins de 86 kg |
| 1992  | Championnats d'Europe    | Paris     | 3e       | Moins de 86 kg |
| 1995  | Jeux mondiaux militaires | Rome      | 1er      | Moins de 86 kg |